# Allan Jay
Allan Jay (n. 30 iunie 1931, Londra, Anglia, Regatul Unit – d. 5 martie 2023) a fost un scrimer australian, medaliat olimpic. A participat la 5 ediții ale Jocurilor Olimpice (1952, 1956, 1960, 1964, 1968) în care a câștigat două medalii de argint.